# Яковлев, Иван Сергеевич
Иван Сергеевич Яковлев — советский хозяйственный, государственный и политический деятель, Герой Социалистического Труда.

## Биография
Родился в 1933 году в деревне Царёво. Член КПСС.
С 1949 года — на хозяйственной, общественной и политической работе. В 1949—1993 гг. — cучкоруб, вальщик в колхозе «Красное Согозеро» в Вологодской области, военнослужащий Советской Армии, трелёвщик, бригадир малой комплексной бригады Коношского леспромхоза Министерства лесной, целлюлозно-бумажной и деревообрабатывающей промышленности СССР, работник лесоперерабатывающей промышленности в Норильске Красноярского края.
Указом Президиума Верховного Совета СССР от 17 сентября 1966 года присвоено звание Героя Социалистического Труда с вручением ордена Ленина и золотой медали «Серп и Молот».
Избирался депутатом Верховного Совета СССР 6-го созыва. Делегат XXII съезда КПСС.
Жил в Норильске.